# Nansean
Nansean is een bestuurslaag in het regentschap Timor Tengah Utara van de provincie Oost-Nusa Tenggara, Indonesië. Nansean telt 1230 inwoners (volkstelling 2010).